# Cyclosa perkinsi
Cyclosa perkinsi är en spindelart som beskrevs av Simon 1900. Cyclosa perkinsi ingår i släktet Cyclosa och familjen hjulspindlar. Inga underarter finns listade i Catalogue of Life.